# Hermann Schaper (peintre)
Pour les articles homonymes, voir Hermann Schaper.
Hermann Schaper (né le 13 octobre 1853 à Hanovre, mort le 12 juin 1911 dans la même ville) est un peintre hanovrien.

## Biographie
Hermann Schaper était le fils du peintre hanovrien Christian Schaper. Après une formation avec son père, il étudie l'histoire de l'art et l'architecture médiévale à l'université de Hanovre de 1871 à 1873 auprès de Conrad Wilhelm Hase. Il est élève de l'académie des beaux-arts de Munich de 1873 à 1875, où il étudie la peinture auprès de Ludwig von Löfftz et Wilhelm von Diez. En 1874, il travaille un temps dans le bureau de l'architecte Georg Hauberrisser (de) à Munich.
Schaper retourne à Hanovre en 1875 pour reprendre l'atelier de son père. La même année, il rejoint l'Association des artistes de Hanovre et termine son service militaire en 1876. De 1876 à 1879, Hermann Schaper décore des bâtiments à Hanovre, y compris, au nom de Conrad Wilhelm Hase, l'ancien hôtel de ville de Hanovre (de). À partir de 1879, il est peintre indépendant. En 1889, Schaper est nommé professeur et part en voyage d'études à Ravenne la même année. En 1900, il devient membre de la Bauhütte zum Weißen Blatt (de) et reçoit la petite médaille d'or à la Grande exposition d'art de Berlin en 1905.
Le 20 avril 1911, le Leipziger Illustrirte Zeitung publie consacré à la peinture contemporaine à Hanovre, principalement avec des illustrations de Schaper. La maison d'édition A. Madsack & Co. (de) a vend également le numéro individuellement, avec une couverture supplémentaire et des illustrations supplémentaires souvent avec les signatures ou les monogrammes des artistes respectifs fournis.
Schaper se consacre principalement à la décoration des églises et des bâtiments historiques. Ses œuvres les plus connues incluent la conception de la cathédrale d'Aix-la-Chapelle et les peintures murales de l'ancien hôtel de ville de Göttingen (de) et de la forteresse teutonique de Marienbourg. Il réalisé de nombreux cartons pour des mosaïques, comme la représentation de membres de la maison de Hohenzollern dans l'église du Souvenir de l'Empereur Guillaume de Berlin. Entre 1900 et 1911, son atelier a de grandes commandes pour les mosaïques, souvent mis en œuvre par la société berlinoise Puhl & Wagner (de). En raison de la mort des plus jeunes employés au moment de la Première Guerre mondiale et des bouleversements artistiques conséquents, l'atelier se dissout. Beaucoup de ses œuvres d'art sont détruites pendant la Seconde Guerre mondiale.

## Œuvres

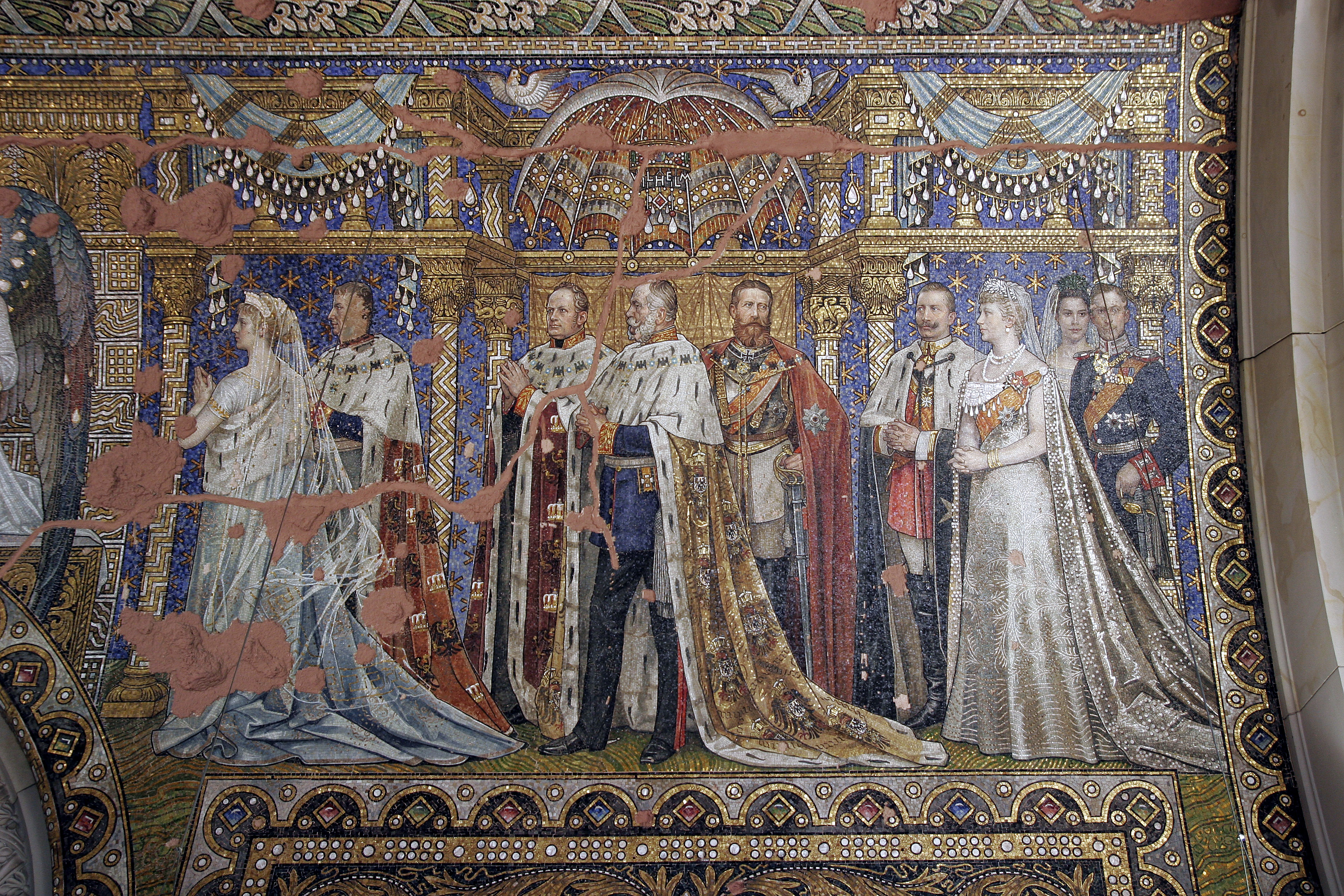
Détail de la mosaïque du plafond de la salle commémorative de l'Église du Souvenir de Berlin

- Ancien hôtel de ville de Hanovre (de) : peintures murales dans le Ratsweinkeller en 1879 et dans la salle de bal en 1882
- Hôtel de ville d'Erfurt (de) : peinture ornementale du plafond de la Grande Salle, 1881
- Hôtel de ville d'Aix-la-Chapelle : Conception pour la peinture du plafond de la salle impériale, exécutée par Franz Wirth, 1881
- Fontaine du marché de Hanovre : conception des figures de la fontaine, exécutée par Wilhelm Engelhard, 1881
- Ancien hôtel de ville de Göttingen (de) : Peinture murale dans la salle du conseil municipal avec des armoiries de villes hanséatiques et des scènes de l'histoire de la ville de Göttingen, 1884–1886 ; Aménagement de l'ancienne salle de réunion, 1903
- Église Sainte-Marie de Pirna (de) : vitrail « Jugement dernier », 1890
- Église de l'abbaye de Lehnin : peinture murale, 1890
- Église du Souvenir de l'Empereur Guillaume de Berlin : mosaïque de plafond dans le hall du mémorial, par exemple procession des princes et princesses Hohenzollern à l'Agnus Dei, à partir de 1891
- Église Saint-Jean de Gießen : vitrail, 1893
- Église de garnison de la Goetheplatz (de) à Hanovre : peinture murale et peinture sur verre "Les trois grandes fêtes du christianisme", 1893 (l'église est démolie en 1959)
- Église du marché de Hanovre : Peinture murale du chœur "Archange Gabriel", 1893
- Église Saint-Michel de Hildesheim : peinture murale de la crypte ouest, 1893 (remplacée par des mosaïques en 1911)
- Conception de la cathédrale d'Aix-la-Chapelle : mosaïques d'après les cartons de Schaper dans l'octogone et dans la loge impériale, murs et sols incrustés de marbre coloré, peintures au plafond, vitraux colorés, ferronnerie en bronze sur les grilles et les portes, 1893-1901 ; Décoration en mosaïque et marbre du déambulatoire, 1907-1911
- Église Sainte-Croix de Hildesheim (de) : peinture murale, 1898–1899
- Forteresse teutonique de Marienbourg : Tableaux du Grand Maître dans la salle capitulaire, Madone, carton pour un tableau dans la chapelle Sainte-Anne, tableau de la Cène et trois scènes historiques dans le grand réfectoire, 1898-1911
- Cathédrale de Brême : peinture murale et mosaïques dans le chœur et sur la façade de la tour, 1899-1901
- Église abbatiale de Fischbeck (de) : peinture murale, 1899-1901
- Église de Biesdorf (de) : Mosaïques
- Église du Rédempteur de Bad Homburg : Mosaïques, achevées en 1908
- Lutherkirche (Osnabrück) (de) : Image du Christ dans l'abside du chœur, 1909
- Église de l'Ascension (Jérusalem) : Mosaïques, 1910
- Cimetière de la ville d'Engesohde, Hanovre : Mosaïque d'un ange sur la tombe du fabricant August Werner, 1916